# Богоматерь Победительница в Брдове
Брдовская Богоматерь, или Богоматерь Победительница в Брдове (пол. Matka Boża Zwycięskaw z Brdowa) — почитаемая чудотворной икона Богородицы в деревне Брдов. Образ находится в церкви святого Адальберта, который с конца XX века является санктуарием Пресвятой Девы Марии.

## Иконография
Образ написан в готическом стиле неизвестным автором. Богоматерь держит Богомладенца в левой руке. Её правая рука протянута к нему и находится у самого сердца. Правая рука Иисуса Христа протянута в благословляющем жесте. В левой руке Он держит книгу. Внешняя сторона мантии Богородицы темно-зеленого цвета, внутренняя — золотистого. Одеяние Иисуса Христа золотого цвета. Лик Богомладенца направлен в сторону Богоматери. После коронации образ был помещён в оклад на котором появилось изображение ангелов, поддерживающих корону Богоматери, а также скипетр в руках Девы Марии и держава в руках Иисуса Христа.

## История почитания
Образ Богоматери Победительницы был написан по заказу Владислава Ягайло и находился в его шатре во время Грюнвальдской битвы в 1410 году. По преданию, лик Девы Марии имеет черты лица святой Ядвиги, королевы Польши — первой жены Владислава Ягайло. В 1436 году король Владислав III Варненьчик передал церковь святого Адальберта в Брдове и образ Богоматери Победительницы монахам паулинам из аббатства Ясная Гора. После этого в течение многих столетий к образу в Брдове обращались за помощью многочисленные паломники.
В книге чудес и милостей сохранилась запись о чуде, произошедшем в 1773 году, когда по молитве к Брдовской Богоматери воскресла из мёртвых двенадцатилетняя девочка из соседнего города Клодава, дочь Юзефа и Марцъяны Новиньских. В 1852 году по молитве к святому образу в местной округе прекратилась эпидемии холеры. По обету, данному в то время, в памятный день и сегодня совершается паломничество в Брдов к Богоматери Победительнице.
При разделе Речи Посполитой, в то время город Брдов был оккупирован Российской империей. После подавления январского восстания, аббатство было упразднёно светскими властями, но храм остался действующим. Во время нацистской оккупации церковь была закрыта. Только в 1952 году паулины вернулись в Брдов. Они восстановили подворье и храм, но из-за репрессий со стороны коммунистического режима им не удалось сразу восстановить паломничество к образу Богоматери Победительницы.
Только 26 августа 1976 года ординарий вроцлавской епархии епископ Ян Заремба проинформировал паулинов о намерении обратиться к Святому Престолу с просьбой о коронации брдовского образа Богоматери Победительницы папскими коронами. 25 марта 1982 года святой Папа Иоанн Павел II провёл торжественную коронацию Богоматери и Богомладенца.